# Cyclopyrrolone
Cyclopyrrolone bezeichnet eine Familie von Schlafmitteln und anxiolytisch wirksamen Nicht-Benzodiazepin-Agonisten mit einem ähnlichen pharmakologischem Profil wie die Benzodiazepine. Sie sind chemisch mit diesen nicht verwandt, interagieren jedoch mit dem GABA-Rezeptor in ähnlicher Weise.

Struktur des Pyrrol-2-on (Pyrrolon)

Gemeinsam ist den Wirkstoffen eine N-substituierte und hydrierte Pyrrol-2-on-Struktur, an die ein Ringsystem mit oder ohne Heteroatome anneliert ist.
Zopiclon ist der bekannteste Wirkstoff dieser Klasse. Weitere Vertreter sind:
- Eszopiclon bzw. (S)-Zopiclon
- Pagoclon
- Pazinaclon
- Suproclon
- Suriclon

Zopiclon
Pagoclon
Pazinaclon
Suproclon
Suriclon

Man geht heute davon aus, dass das Abhängigkeitspotenzial dem der Benzodiazepine entspricht.

## Trivia
In einer im Juni 2018 ausgestrahlten Folge der Serie „Tatort“ weist man im Blut einer Leiche eine Substanz namens „Cyclopyrrolon“ nach.